# Heimweh nach St. Pauli (EP)
Heimweh nach St. Pauli ist das 26. Extended-Play-Album des österreichischen Schlagersängers Freddy Quinn, das 1963 im Musiklabel Polydor (Nummer 50 008) in Deutschland und Südafrika hergestellt wurde und erschien. Die südafrikanische Herstellung (ein Nachdruck der Deutschland-Version) erfolgte durch Electric South Africa und der Vertrieb durch Record Pac.

## Schallplattenhülle
Auf der Schallplattenhülle ist Freddy Quinn mit einem blauen Hemd und einem schwarzen Sakko zu sehen, im Hintergrund befindet sich der Schriftzug „Große Freiheit“.

## Musik
Die Lieder wurden von einem Seemannschor begleitet, die Musik stammte vom Großen Musical-Orchester unter der Leitung von James Last und Walter Heyer.
Heimweh nach St. Pauli wurde von Kurt Schwabach und die anderen drei Titel von Lotar Olias und Walter Rothenburg geschrieben.

## Titelliste
Das Album beinhaltet folgende vier Titel:
- Seite 1

1. Junge, komm bald wieder
2. Heimweh nach St. Pauli

- Seite 2

1. Mein Hamburg
2. Seemann, o Seemann